# Benny Henderson junior
„Big Dog“ Benny Henderson junior (* 20. Juli 1975 in Odessa, Texas) ist ein US-amerikanischer Schwergewichtsboxer und Boxsportreporter.

## Leben
Benny Henderson junior ist der einzige Sohn einer Farmerfamilie aus Texas. Schon früh beschäftigte sich der US-Amerikaner mit dem Boxsport in den USA. In der High School wurde er jedoch aufgrund seines hohen Übergewichts von der Boxmannschaft der Schule nicht aufgenommen. Nachdem er die High School in Overton abgeschlossen hatte, fand er zwischenzeitlich keinen Arbeitsplatz und geriet in die Kreise der Alkoholiker. Nachdem er jedoch den Bezug zur Orthodoxen Kirche gefunden hatte, beendete er mit einer Entziehungskur seine Alkoholsucht und beschäftigte sich fortan mit dem US-amerikanischen Profiboxsport. Heute ist er Gründer eines berühmten Internet-Boxsportarchivs. Zudem leitet er eine Werbeagentur in Texas und ist freier Journalist. Am 4. Februar 2006 startete Benny Henderson junior seine lang ersehnte Boxkarriere im Schwergewicht.

## Profikarriere
Am 4. Februar 2006 begann Hendersons Boxkarriere mit einem Kampf gegen Ron Collins in Russellville (Arkansas). Nach nur einer Minute und 33 Sekunden schlug der schwergewichtige Henderson seinen Gegner KO.
Am 18. März 2006 stieg Benny Henderson im Titelkampf um den „Arkansas Superheavyweight Title“ in den Ring. Sein Gegner Kenneth Knuckles (141 kg) bestritt erst seinen Debütkampf. Die beiden Boxer brachten ein Gesamtgewicht von über 300 Kilogramm auf die Waage, wobei Henderson mit 163 kg den Hauptanteil dieser Masse stellte. Nach nur 45 Sekunden war der Kampf vorbei, da Henderson seinen Gegner mit mehreren rechten Haken zu Boden streckte. Der zweite Sieg im zweiten Kampf in der „Heavyweight Slugout 2“ genannten Veranstaltung in Fort Smith (Arkansas) brachte Benny Henderson junior den Titelgewinn.

## Presse
Durch seine Arbeit als freier Journalist machte sich Benny Henderson junior in der US-amerikanischen Profiboxwelt einen Namen. Heute zählen unter anderem Eric Esch, Lennox Lewis, Mike Tyson, Don King und Lamon Brewster zu seinem Freundeskreis. Letzterer gab ihm den Spitznamen „Big Dog“. Er berichtet inzwischen auch aus Deutschland für sein Internet-Boxarchiv über die Kämpfe von Wladimir Klitschko oder Nikolai Walujew.